# روش عددی
در تحلیل عددی، روش عددی (به انگلیسی: Numerical method) یک ابزار ریاضی است که برای حل مسائل عددی طراحی شده‌است. اجرای یک روش عددی با بررسی همگرایی مناسب در یک زبان برنامه‌نویسی، الگوریتم عددی نامیده می‌شود.

## تعریف ریاضی
اجازه دهید {\displaystyle F(x,y)=0} یک مشکل به خوبی مطرح شده باشد، به عنوان مثال {\displaystyle F:X\times Y\rightarrow \mathbb {R} } یک رابطه کارکردی واقعی یا پیچیده است که بر روی محصول متقابل یک مجموعه داده ورودی تعریف شده‌است {\displaystyle X} و یک مجموعه داده خروجی {\displaystyle Y} ، به طوری که یک تابع پیوستگی لیپ‌شیتس به صورت محلی وجود دارد {\displaystyle g:X\rightarrow Y} حلال نامیده می‌شود که این خاصیت را برای هر ریشه دارد {\displaystyle (x,y)} از {\displaystyle F} ، {\displaystyle y=g(x)} . روش عددی را برای تقریب تعریف می‌کنیم {\displaystyle F(x,y)=0}، دنباله مشکلات
{\displaystyle \left\{M_{n}\right\}_{n\in \mathbb {N} }=\left\{F_{n}(x_{n},y_{n})=0\right\}_{n\in \mathbb {N} },}
با {\displaystyle F_{n}:X_{n}\times Y_{n}\rightarrow \mathbb {R} } ، {\displaystyle x_{n}\in X_{n}} و {\displaystyle y_{n}\in Y_{n}} برای هر {\displaystyle n\in \mathbb {N} }. مسائلی که این روش شامل آنها می‌شود، نیازی به طرح دقیق ندارند. اگر آنها وجود داشته باشند، گفته می‌شود که روش پایدار یا خوب است.